# Heliotrygon
Heliotrygon es un nuevo género de especies de rayas de la familia Potamotrygonidae. Conocidas como rayas sol, se trata, de momento, de dos especies descubiertas en el Perú.

## Especies
- Heliotrygon gomesi: raya sol de Gomes o amarillada.
- Heliotrygon rosai: Raya sol manchada.